# Jules Reimerink
Jules Florian Reimerink (Enschede, 30 september 1989) is een Nederlands voormalig betaald voetballer die bij voorkeur als vleugelspeler speelde.

## Carrière

### Jeugd
Reimerink werd door FC Twente gescout bij Quick '20 en in de jeugdopleiding opgenomen, met als sportief hoogtepunt het landskampioenschap bij de A-junioren in 2007. Hij was basisspeler van dat elftal en speelde dat jaar 24 van de 26 wedstrijden. Hij scoorde daarin zes doelpunten. Op 11 augustus 2007 won Reimerink ook de Super Cup met de A-junioren. In de met 6-0 gewonnen wedstrijd tegen bekerwinnaar De Graafschap scoorde hij zelf tweemaal.
In januari van 2008 maakte hij na het vertrek van Zijler naar Willem II en van Çolak naar Cambuur de overstap naar het beloftenelftal van FC Twente. Hij veroverde er een vaste plek onder Cees Lok. Hij werd bij de A1 dat jaar gedeeld topscorer met tien doelpunten in zeventien duels. Bij de beloften kwam hij dat jaar eenmaal tot scoren in achttien duels. Op 5 mei 2008 behaalde hij met het beloftenelftal van FC Twente de landstitel.
In de winterstop van het seizoen 2008/09 verlengde Reimerink zijn contract bij FC Twente tot medio 2011 met een optie voor nog één jaar. Hij ging het seizoen op huurbasis afmaken bij Go Ahead Eagles in de eerste divisie.

### Go Ahead Eagles
Op 18 januari 2009 maakte Reimerink zijn debuut voor Go Ahead Eagles, met een basisplaats op de rechtsbuitenpositie. Het duel tegen FC Zwolle werd met 0-1 verloren. Na zes wedstrijden gespeeld te hebben (vijf maal basis en één invalbeurt) scheurde hij op de training zijn enkelband van de linkerenkel in. In het seizoen 2009/10 speelde Reimerink opnieuw op huurbasis voor Go Ahead Eagles. In de tweede periode werd hij verkozen tot beste speler en grootste talent van de Eerste divisie. Hij speelde dat seizoen 38 duels voor de club en scoorde daarin zeven goals.

### Energie Cottbus
In de zomer van 2010 verliet Reimerink FC Twente definitief. Hij tekende een vierjarig contract bij het dan in de 2. Bundesliga spelende Energie Cottbus. Op 13 september 2010 maakte hij als invaller zijn debuut tegen Karlsruher SC. Reimerink scoorde de 5-5 in deze wedstrijd, wat tevens de eindstand was. In totaal speelde Reimerink in twee seizoenen 55 officiële wedstrijden voor de club en scoorde hij twee doelpunten.

### VVV-Venlo
In de zomer van 2012 stapte Reimerink over naar VVV-Venlo. Hij tekende er in juli 2012 een driejarig contract. In zijn eerste seizoen kwam hij nauwelijks aan spelen toe, in het tweede seizoen kon hij rekenen op een basisplaats.

### Go Ahead Eagles
In 2014 keerde Reimerink weer terug in Deventer. Go Ahead Eagles en VVV-Venlo bereikten een akkoord over de verkoop van de aanvaller die weliswaar een doorlopend contract had in Venlo, maar te zwaar op de begroting drukte. Hij tekende een eenjarig contract bij de toenmalig Eredivisionist, met een optie voor een extra seizoen. Hij degradeerde dat jaar met de club via de play-offs naar de Eerste divisie.

### FC Viktoria Köln 1904
Reimerink verruilde in juni 2015 Go Ahead Eagles voor FC Viktoria Köln 1904, op dat moment actief in de Regionalliga West.

### Latere carrière
In 2020 verruilde hij Sportfreunde Lotte voor Quick '20. Medio 2021 ging hij naar TuS Bersenbrück in de Oberliga Niedersachsen.

## Erelijst
- Landskampioen A-junioren: 2007 (FC Twente/Heracles)
- Super Cup A-junioren: 2007 (FC Twente/Heracles)
- Landskampioen beloften: 2008 (Jong FC Twente)
- Beste speler tweede periode Eerste Divisie: 2010 (Go Ahead Eagles)
- Grootste talent tweede periode Eerste Divisie: 2010 (Go Ahead Eagles)

## Statistieken
| Seizoen                                | Club               | Competitie             | Competitie | Competitie | Beker | Beker | Overig1 | Overig1 | Totaal | Totaal |
| Seizoen                                | Club               | Competitie             | Wed.       | Dlp.       | Wed.  | Dlp.  | Wed.    | Dlp.    | Wed.   | Dlp.   |
| -------------------------------------- | ------------------ | ---------------------- | ---------- | ---------- | ----- | ----- | ------- | ------- | ------ | ------ |
| 2008/09                                | Go Ahead Eagles    | Eerste divisie         | 8          | 0          | —     | —     | —       | —       | 8      | 0      |
| 2009/10                                | Go Ahead Eagles    | Eerste divisie         | 30         | 7          | 4     | 0     | 4       | 0       | 38     | 7      |
| 2014/15                                | Go Ahead Eagles    | Eredivisie             | 28         | 2          | 1     | 1     | 0       | 0       | 29     | 3      |
| Club totaal                            | Club totaal        | Club totaal            | 66         | 9          | 5     | 1     | 4       | 0       | 75     | 10     |
| 2010/11                                | Energie Cottbus    | 2. Bundesliga          | 30         | 1          | 5     | 0     | —       | —       | 35     | 1      |
| 2011/12                                | Energie Cottbus    | 2. Bundesliga          | 19         | 1          | 1     | 0     | —       | —       | 20     | 1      |
| Club totaal                            | Club totaal        | Club totaal            | 49         | 2          | 6     | 0     | 0       | 0       | 55     | 2      |
| 2010/11                                | Energie Cottbus 2  | Regionalliga Nord      | 1          | 0          | —     | —     | —       | —       | 1      | 0      |
| 2011/12                                | Energie Cottbus 2  | Regionalliga Nord      | 3          | 2          | —     | —     | —       | —       | 3      | 2      |
| Club totaal                            | Club totaal        | Club totaal            | 4          | 2          | 0     | 0     | 0       | 0       | 4      | 2      |
| 2012/13                                | VVV-Venlo          | Eredivisie             | 1          | 0          | 0     | 0     | 1       | 0       | 2      | 0      |
| 2013/14                                | VVV-Venlo          | Eerste divisie         | 36         | 7          | 2     | 1     | 2       | 1       | 40     | 9      |
| Club totaal                            | Club totaal        | Club totaal            | 37         | 7          | 2     | 1     | 3       | 1       | 42     | 9      |
| 2015/16                                | Victoria Köln      | Regionalliga West      | 36         | 8          | 2     | 1     | 5       | 1       | 43     | 10     |
| Club totaal                            | Club totaal        | Club totaal            | 36         | 8          | 2     | 1     | 5       | 1       | 43     | 10     |
| 2016/17                                | VfL Osnabrück      | 3. Liga                | 32         | 4          | —     | —     | 2       | 2       | 34     | 6      |
| 2017/18                                | VfL Osnabrück      | 3. Liga                | 31         | 6          | 2     | 0     | 1       | 0       | 34     | 6      |
| Club totaal                            | Club totaal        | Club totaal            | 63         | 10         | 2     | 0     | 3       | 2       | 68     | 12     |
| 2018/19                                | Sportfreunde Lotte | 3. Liga                | 19         | 0          | —     | —     | 0       | 0       | 19     | 0      |
| 2019/20                                | Sportfreunde Lotte | Regionalliga West      | 19         | 3          | —     | —     | 3       | 1       | 22     | 3      |
| Club totaal                            | Club totaal        | Club totaal            | 38         | 3          | 0     | 0     | 3       | 1       | 41     | 4      |
| 2021/22                                | TuS Bersenbrück    | Oberliga Niedersachsen | 21         | 3          | —     | —     | 2       | 0       | 23     | 3      |
| 2022/23                                | TuS Bersenbrück    | Oberliga Niedersachsen | 31         | 14         | —     | —     | 4       | 1       | 35     | 15     |
| 2023/24                                | TuS Bersenbrück    | Oberliga Niedersachsen | 32         | 14         | 1     | 0     | 2       | 0       | 35     | 14     |
| 2024/25                                | TuS Bersenbrück    | Oberliga Niedersachsen | 14         | 1          | —     | —     | 1       | 0       | 15     | 1      |
| Club totaal                            | Club totaal        | Club totaal            | 98         | 32         | 1     | 0     | 9       | 1       | 108    | 33     |
| Carrière totaal                        | Carrière totaal    | Carrière totaal        | 391        | 73         | 18    | 3     | 27      | 6       | 436    | 82     |
| Bijgewerkt tot en met 25 december 2024 |                    |                        |            |            |       |       |         |         |        |        |